# Royal Engineers Museum
O Royal Engineers Museum, Library & Archive é um museu e biblioteca de engenharia militar localizado em Gillingham, Kent, Inglaterra. Conta a história do Corpo de Engenheiros Reais.

## História
A Escola de Engenharia Militar e o Museu foram fundados em 1812, durante a Guerra Peninsular. A Biblioteca foi fundada em 1813. O Museu mudou-se para o seu site atual no prédio de Ravelin em 1987.  Em 1904, o "Edifício Ravelin" foi construído e originalmente utilizado como escola de engenheiros elétricos para os Engenheiros Reais. Foi desenhado pelo Major E.C.S.Moore (RE). Custou 40 mil euros para ser construído.  Foi classificado como Grade II listado em 5 de dezembro de 1996. 
Sua coleção recebeu status "Designado" em 1998 (é reconhecido como tendo uma coleção notável de importância nacional e internacional). É um dos únicos três museus militares ou regimentais da Inglaterra a ter esse status. 
O Royal Engineers Museum é um membro da Parceria do Centenário da Primeira Guerra Mundial. 

## Coleções
O museu possui mais de 500.000 objetos relacionados à história do Corpo de Engenheiros Reais e ao desenvolvimento da engenharia militar, trazendo temas como: aeronáutica, eliminação de bombas, camuflagem, engenharia florestal, campo ou combate (incluindo aeronaves, anfíbios, blindados, comandos, tuneis), guerra de gás, obras militares (mineração, abastecimento de água, estradas, aeródromos, canais e fotografias, incluindo imagens aéreas precoces e disposições de trincheiras), correios, pedreiras, pesquisas, telégrafos e sinais, transportes, mapas e planos de lugares, os quais o Corpo construiu ou esteve presente. 
Em exibição, estão objetos de grande significado, como o mapa de Waterloo, o revólver usado pelo tenente Chard em Rwaye's Drift, granadas de vidro russas da Criméia e uma grande seleção de objetos pertencentes a Charles Gordon, em empreitadas na China e no Sudão. Há uma relíquia do Portão de Caxemira e um conjunto de armaduras relatadas para pertencer ao último rei do Punjab, Duleep Singh. O complexo também exibe pinturas e uma das maiores coleções públicas de prêmios e medalhas no país. 
Tem muitos protótipos de veículos blindados, tanto dentro do museu, como dentro do Chatham Dockyard. Atualmente, a biblioteca está situada no Acampamento Militar, atrás do edifício do museu, mas planeja-se levar o empreendimento para dentro do prédio principal. O Bridge Study Centre, um espaço de exibição desenvolvido, abriga uma enorme coleção de modelos de pontes. 